# Don Bradman
Donald George 'Don' Bradman (født 27. august 1908, død 25. februar 2001), ofte kaldet "The Don" var en australsk cricketspiller, der i brede kredse er kendt for at være den bedste batter nogensinde. Hans karrieregennemsnit i test cricket i batting på 99,94 er mange steder betegnet som den største bedrift af en sportsmand på tværs af sportsgrene.
Historien om, at Bradman som barn øvede sig med en stump (en pind, der er den del af gærdet) og en golfbold, indgår i australsk folklore. Bradmans bratte opstigning fra cricket i bushen til det australske test cricket-hold fandt sted i løbet af blot to år. Inden sin 22-års fødselsdag havde hans sat en række scoringsrekorder, hvoraf nogle fortsat er gældende, og han blev et australsk sportsidol, da depressionen var på sit højeste i 1930'erne.
Gennem en tyve år lang karriere scorede Bradman så stabilt højt, at han med den tidligere australske holdkaptajn Bill Woodfulls ord var "lige så meget værd som tre andre battere." Englænderne udviklede en taktik kaldet "Bodyline" udelukkende med henblik på at begrænse hans scoring. Som holdkaptajn og holdleder havde Bradman altid fokus på offensivt, underholdende spil, hvilket tiltrak tilskuere i hobetal. Han hadede den konstante opmærksomhed og beundring, og de havde betydning for hans omgang med andre mennesker. Fokusset på hans individuelle præstationer belastede hans forhold til nogle holdkammerater, holdledere og journalister, der opfattede ham som indelukket og på vagt. Efter en tvungen pause på grund af anden verdenskrig gjorde han på dramatisk vis comeback som kaptajn på det australske landshold, der på en turné til England i 1948 blev kendt som "De uovervindelige" med en række rekorder til følge.
Bradman var en kompleks natur og meget determineret, og han havde ikke nogle nære menneskelige relationer. Han fastholdt en position som en fremtrædende holdleder, udtagelsesleder og forfatter gennem tre årtier efter sin pensionering som aktiv spiller. Selv efter at han som ældre trak sig tilbage og blev noget af en eneboer, blev hans mening fortsat værdsat, og hans position som nationalhelt i Australien blev fastholdt, mere end 50 år efter han stoppede som som test-cricketspiller, kaldte Australiens premierminister John Howard i 2001 ham for "den største nulevende australier." Hans portræt findes på flere frimærker og mønter, og der åbnede et museum om ham, mens han stadig levede. På 100-årsdagen for hans fødsel, 27. august 2008, udgav den Kongelige Australske Mønt en $5-erindringsmønt med hans portræt. I 2009 blev han optaget i Cricket Hall of Fame.